# معبد کینرینو
معبد کینرینو، کینرینو-جی (به ژاپنی: 金輪王寺 きんりんのうじ) معبدی است که در استان هوکایدو واقع شده است.
در سال ۱۳۳۶ در دوره نانبوکوچو (سال اول دوره انگن / سال سوم دوران کنمو)، امپراتور گو-دایگو که در یوشینو اقامت داشت، معبد «جیجو-جی» را تغییر نام داد و «معبد کینرینو (کیوتو)» را به عنوان کاخ امپراتوری دربار جنوبی تأسیس کرد و دربار امپراتوری را تحت لوای حکومت مستقیم امپراتوری افتتاح کرد. با اینکه هدف او بازپس‌گیری کیوتو بود، اما در وصیت نامه خود در ۲۴ مرداد ۱۳۳۹ نوشت: «استخوان‌های من در خزه کوه‌های جنوبی مدفون است و روح من همیشه مردی است که در شمال آرزوی بهشت دارد». او در «معبد کینرینو» در یوشینو درگذشت.
در دوره ادو، توکوگاوا ایه‌یاسو در سال ۱۶۱۴ (کیچو ۱۹) تصمیم گرفت که حضور و اثر یوشینو و قدرت رو به رشد معبد آن را در نظر بگیرد.
او به نانکوبو تنکای دستور داد معبد کینرینو-جی را به نام اصلی خود یعنی «جیجو-جی» تغییر دهد و نام معبد کینرینو-جی را مصادره کرد.
معبد کینرینو-جی در سایه تاریخ گم شد زیرا کل قدرت به نیکو منتقل شد و معبد به معبد ریننوجی Rinnoji تغییر نام داد (محل معبد).
در پایان دوره ادو (آنسی ۶)، هاچیوجی سنین دوشین، که مسئول نگهبانی از معبد ریننوجی Rinnoji (نیکو) بود، برای دفاع و توسعه شمال در هاکوداته مستقر شد و یک قدرت بزرگ را ایجاد کرد.
یکی از آنها، نوادگان او میازاکی جوبی، ماتسوتارو و شینتارو، مالک باغ ژاپنی سیکانن در همان منطقه قبل از جنگ بود، اما پس از جنگ، فرزندان آمامی مالک آن بودند.
در سال ۲۰۱۳ (هه سه ۲۵)، جونکان موراگوچی باغ ژاپنی سیکانن را تصاحب کرد و معبد کینرینو را ساخت.